# أندريس لاركا
أندريس لاركا (5 مارس 1879 - 8 يناير 1943) هو سياسي وقائد إستوني عسكري خلال حرب الاستقلال الإستونية.

## مسيرته
في عام 1902 تخرج من أكاديمية فيلنيوس العسكرية. شارك لاركا في الحرب الروسية اليابانية. شارك في الحرب العالمية الأولى حيث قاتل على الجبهة الشرقية ضد الإمبراطورية الألمانية، بما في ذلك القتال في بروسيا الشرقية وبولندا ورومانيا.
أصبح لاركا أول وزير للدفاع بجمهورية إستونيا؛ وحصل في مارس على رتبة اللواء.
بعد بداية حرب التحرير الإستونية في عام 1918، أصبح رئيس الأركان. في فبراير 1919 أصبح مساعدا لوزير الدفاع حتى بداية عام 1925.
تقاعد في عام 1925 بسبب مشاكل الصحية. سنة 1940 اعتقلت سلطات الاحتلال السوفيتي لاركا؛ توفي في السجن سنة 1943.